# Propulsión por efecto de campo
Propulsión por efecto de campo o propulsión de campo, es el concepto de propulsión espacial donde ningún propulsor es necesario pero en cambio, el ímpetu de la astronave es cambiado por una interacción de la nave espacial con campos de fuerza externos, como campos gravitacionales y magnéticos de estrellas y planetas. Es puramente especulativo y no ha sido todavía demostrado para ser de uso práctico o teóricamente válido.

## Tipos

### Métodos prácticos
Aunque actualmente no se usa ampliamente para el espacio, existen ejemplos probados terrestres de "Propulsión de campo", en los que los campos electromagnéticos actúan sobre un medio conductor, como el agua de mar o el plasma para propulsión, se conoce como magnetohidrodinámica o MHD. MHD es similar en operación a los motores eléctricos, sin embargo, en lugar de usar partes móviles o conductores metálicos, se emplean conductores de fluido o plasma. El EMS-1 y más recientemente el Yamato 1 son ejemplos de dichos sistemas de propulsión de campo electromagnético, propuestos por primera vez en la patente estadounidense 5333444. Definitivamente hay un potencial para aplicar MHD al entorno espacial y experimentos como la correa electrodinámica de la NASA, las órbitas activadas de Lorentz, el vehículo aéreo electromagnético sin alas, y el propulsor magnetoplasmadinámico (que utiliza propulsor) establecen una base sólida para usar "campos" para propulsar naves espaciales sin propelente y conceptos estándar de empuje químico.  Dado que la electrodinámica es una ciencia bien probada, los campos electromagnéticos en sí tienen impulso (vea el radiómetro de Nichols),  y la propulsión del campo electromagnético no se limita a la velocidad de expulsión de los propulsores de partículas, estos nuevos conceptos ofrecen un tremendo potencial como futuro sistema de propulsión espacial. Representan un alejamiento radical de las ideas actuales de la aeronáutica y la propulsión de cohetes, y como tales son controvesiales, la propulsión de campo puede ofrecer avances radicales en las capacidades de rendimiento requeridas para la exploración del espacio profundo. Los principales factores limitantes aparecen en la generación de las cantidades significativas de energía eléctrica requeridas y en un método para unir fuertemente los campos a grandes volúmenes.
La electrodinámica es otro método mediante el cual se utilizan fluidos cargados eléctricamente para la propulsión y el control de la capa límite, como la propulsión iónica.
Otros métodos prácticos que podrían considerarse libremente como propulsión de campo incluyen: la trayectoria de la asistencia gravitatoria, que utiliza campos de gravedad planetaria y momento orbital; Las velas Solares y las velas magnéticas utilizan respectivamente la presión de radiación y el viento solar para el empuje de la nave espacial; El aerofrenado utiliza la atmósfera de un planeta para cambiar la velocidad relativa de una nave espacial. Los dos últimos implican realmente el intercambio de impulso con partículas físicas y generalmente no se expresan como una interacción con campos, pero a veces se incluyen como ejemplos de propulsión de campo ya que no se requiere propulsor de naves espaciales.

### Métodos especulativos
Otros conceptos que han sido propuestos son especulativos, utilizando "física de frontera" y conceptos de física moderna. Hasta el momento, ninguno de estos métodos ha sido demostrado de forma inequívoca, y mucho menos puesto en práctica.
El efecto Woodward se basa en un concepto polémico de inercia y ciertas soluciones a las ecuaciones para la relatividad general. Los experimentos que intentan demostrar de manera concluyente este efecto se han llevado a cabo desde la década de 1990. 
Aunque son especulativas, ideas tales como el acoplamiento al flujo de momento del campo de onda electromagnética de punto cero hipotetizado en la electrodinámica estocástica tienen una base plausible para una mayor investigación dentro del paradigma de la física teórica existente.
En contraste, ejemplos de propuestas para propulsión de campo que se basan en las físicas fuera de los paradigmas actuales son varios esquemas para la curvatura (impulso de deformación) y antigravedad superlimínocos, y con frecuencia representan poco más que frases descriptivas pegajosas, sin base física conocida. Hasta que se demuestre que la conservación de la energía y el impulso se descomponen bajo ciertas condiciones (o escalas), cualquier esquema digno de discusión debe depender de la transferencia de energía y de ímpetu a la nave espacial desde alguna fuente externa, como un campo de fuerza local, que en a su vez, debe obtenerlo de otros impulsos y/o fuentes de energía en el cosmos (para satisfacer la conservación tanto de la energía como del ímpetu).

### Propulsión de campo basada en la estructura física del espacio
Este concepto está basado en la teoría de relatividad general y la teoría cuántica de campos, a partir de la cual se puede proponer la idea de que el espacio tiene una estructura física. La estructura macroscópica está descrita por la teoría de relatividad general y la estructura microscópica por la teoría cuántica de campos. La idea es para deformar espacial alrededor de la nave espacial. Al deformar el espacio, sería posible crear una región con mayor presión detrás de la nave espacial que antes. Debido al gradiente de presión, se ejercería una fuerza sobre la nave espacial, que a su vez crea un empuje para la propulsión. Debido a la naturaleza puramente teórica de este concepto de propulsión, es difícil determinar la cantidad de empuje y la velocidad máxima que podría ser alcanzada. Actualmente hay dos conceptos diferentes para un sistema de propulsión de campo de este tipo: uno basado puramente en la teoría de la relatividad general y otro basado en la teoría del campo cuántico.
En el sistema de propulsión de campo relativista general, el espacio se considera un campo elástico similar al caucho, lo que significa que el espacio en sí puede tratarse como un cuerpo elástico infinito. Si las curvas de espacio-tiempo, se genera una tensión superficial interior normal que sirve como campo de presión. Al crear un gran número de esas superficies curvas detrás de la nave espacial, es posible lograr una fuerza de superficie unidireccional que se puede utilizar para la aceleración de la nave espacial.
Para el sistema de propulsión teórica de campo cuántico se supone, como lo afirma la teoría de campo cuántica y electrodinámica cuántica, que el vacío cuántico  consiste en un campo electromagnético de radiación nula en un modo no radiante y en un estado de energía de punto cero, el estado de energía posible más bajo. También se teoriza que la materia se compone de entidades cargadas primarias elementales, partones, que están unidas entre sí como osciladores elementales.Al aplicar un campo de punto cero electromagnético, se aplica una fuerza de Lorentz en los partones. El uso de esto en un material dieléctrico podría afectar la inercia de la masa y de esa manera crear una aceleración del material sin crear tensión o tensión dentro del material.

### Leyes de conservación
La conservación del impulso es un requisito fundamental de los sistemas de propulsión porque en los experimentos, el impulso siempre se conserva, y está implícito en el trabajo publicado de Newton y Galileo. En cada una de las tecnologías de propulsión, se requiere alguna forma de intercambio de energía con un impulso dirigido en dirección opuesta a una velocidad tan alta como la de la luz (c) o una velocidad menor (v) para equilibrar el cambio de impulso hacia adelante. En ausencia de interacción con un campo externo, se proporciona la potencia (P) que se requiere para crear una fuerza de empuje (F).
{\displaystyle F={P \over v}}
cuando la masa es expulsada, o 
{\displaystyle F={P \over c}}
si se expulsa energía libre de masa.
Para un cohete fotónico, la eficiencia es demasiado pequeña para ser competitiva. Otras tecnologías pueden tener una mejor eficiencia si la velocidad de eyección es menor que la velocidad de la luz, o si un campo local puede interactuar con otro campo de gran escala del mismo tipo que reside en el espacio, que es la intención de la propulsión por efecto de campo.

### Ventajas
La principal ventaja de los sistemas de propulsión de campo es que no es necesario ningún propulsor, solamente una fuente de energía. Esto significa que ningún propulsor tiene que ser almacenado y transportado en la nave espacial, lo que lo hace atractivo para el largo plazo interplanetario o incluso vuelos espaciales interestelares. Con la tecnología actual, se debe llevar al destino una gran cantidad de combustible para el regreso, lo que aumenta significativamente la carga útil de la astronave en general. El aumento de la carga útil de combustible requiere más fuerza para acelerarlo, requiriendo aún más combustible lo cual es el principal inconveniente de la actual tecnología de cohetes.  Aproximadamente un 83% de un cohete propulsado por hidrógeno y oxígeno, los cuales pueden llegar a hacer órbita, es combustible.